# جو تشن (ممثلة)
جو تشن (بالصينية: 陳喬恩) هي مغنية وكاتِبة وعارضة وممثلة تايوانية، ولدت في 4 أبريل 1979 في تايوان.

## وصلات خارجية
- جو تشن على موقع IMDb (الإنجليزية)
- جو تشن على موقع ميوزك برينز (الإنجليزية)
- جو تشن على موقع قاعدة بيانات الفيلم (الإنجليزية)